# خيسوس كاراسكو خاراميو
خيسوس كاراسكو خاراميو (بالإسبانية: Jesús Carrasco)‏ كاتب إسباني، وُلد في أولايفينزا بمقاطعة بطليوس عام 1972. كتب روايته الشهيرة إنتيمبيريي عام 2013، والتي تمت ترجمتها إلى 20 لغة.

## حياته
وُلد خيسوس كاراسكو في أولايفينزا بمقاطعة بطليوس عام 1972، وانتقل بعد ذلك إلى الحي الطليطلي توريخوس، حيث كان والده مدرسًا. تخرج في كلية التربية الرياضية، إلا أنه بالكاد ما مارس هذه المهنة. وفي 2005، انتقل إلى إشبيلية، حيث كان يعمل كؤلف إعلانات، وهو نشاط حصده مع كتابته وصولًا إلى نجاحه الأدبي.

## عمله الأدبي
على الرغم من اعترافه هو نفسه، بأنه يكتب لأكثر من 20 عامًا، إلا أن روايته الأولى التي نشرت كانت إنتيمبيريي، والتي لاقت نجاحًا باهرًا في معرض فرانكفورت الدولي للكتاب عام 2012. وقد بيعت حقوق نشرها لتُنشر في المملكة المتحدة وفرنسا وإيطاليا وألماميا والولايات المتحدة وهولندا والنرويج وإسرائيل والبرازيل، قبل أن يتم إصدارها في إسبانيا. وكان إصدار سيس بارال من مجموعة بلانيتا، هي التي قامت بعمل حقوق النشر مع العالم الناطق بالإسبانية، ضمن مجموعة المكتبة المختصرة، لا ببليوتيكا بيريبي. ومن جانبه، قالت المُنتجة السينمائية مورينا فيلمس أنها حصلت على حقوق استثمارها ليتم معالجتها على الشاشة.
يرى النقاد الأدبيون أن هذه الرواية هي التي أعطت أهمية كبيرة للأدب الريفي المُجدد داخل إطار الأدب الإسباني في القرن الواحد والعشرين. وظهر تناول البيئة الريفية والشعبية في الماضي مع كل من ميغيل ديليبيس وكاميلو خوسيه ثيلا وخوان بينيت في إسبانيا الفرانكوية؛ وخوليو ياماثاريس ولويس ماتيو دياث في حقبة انتقال إسبانيا نحو الديمقراطي، ثم عادت للركود مجددًا في فترة الثمانينات من القرن العشرين، إلا أن لبثت لتظهر مجددًا في العقد الأول من القرن الحادي والعشرين مع أعمال إيبان ريبيلا وخين دياث ولارا مورينو.